# Angeloid
Angeloid (jap. そらのおとしもの, Sora no Otoshimono, dt. „Des Himmels verlorener Besitz“) ist eine Manga-Reihe, die von dem japanischen Künstler Sū Minazuki geschrieben und illustriert wurde. Die Manga-Reihe wurde von Mai 2007 bis Januar 2014 im Magazin Shōnen Ace veröffentlicht, das von Kadokawa Shoten herausgegeben wird. Im Jahr 2009 adaptierte das Animationsstudio AIC A.S.T.A. den Manga als Anime-Fernsehserie. Beide Werke lassen sich in die Kategorien Shōnen und Etchi einordnen.

## Handlung
Der recht bequeme Schüler Tomoki möchte am liebsten nur ein ruhiges Leben ohne jegliche Aufregung verbringen und genießt es, seine Jugend in einer kleineren, von Bergen umgebenen Stadt auszuleben. In der Schule schläft er regelmäßig während des Unterrichts ein und würde wohl auch so den ganzen Tag im Bett verbringen, wenn nicht seine Schulfreundin Sohara ihn stets zu etwas motivieren und tadeln würde. Aber er hat auch ein Problem. Seit seiner Kindheit hat er immer wieder denselben Traum von einem Engel, der ihn verlässt. Meist in Tränen erwachend hinterlässt er bei Sohara einen kränklichen Eindruck, was sie veranlasst, ihm helfen zu wollen. So bringt sie ihn zu dem von der ganzen Schule als besonders und durchgedreht eingestuften Schüler Eishirō, der die Ursache seines Problems in einem Objekt, ähnlich einem Schwarzen Loch, vermutet. Das Ganze aber nicht wirklich verstehen könnend, trennen sich ihre Wege und Tomoki sitzt allein unter einem Kirschbaum, als er von Eishirō eine verstümmelte Warnung erhält. Es setzt ein Schauer von herabstürzenden Säulen ein, in deren Mitte der weibliche Engel Ikaros zum Erliegen kommt. Bei dem Versuch, den Angeloid (als Mischung zwischen Engel und Android) zu retten, bringt sich Tomoki selbst in Gefahr und wird letztlich gar durch Ikaros gerettet. Zugleich geht sie mit ihm einen Vertrag ein, der durch ein Halsband, gehalten durch Tomoki, symbolisiert wird. So an ihn gefesselt stellt sie sich in seinen Dienst und bietet ihm, an ihm jeden erdenklichen Wunsch zu erfüllen. Davon überrascht alles auf Wunsch bewirken zu können, nutzt Tomoki die Situation intensiv, um jeden erdenklichen, meist auch perversen Wunschtraum wahr werden zu lassen.
Die Sache hat jedoch einen Haken. Ikaros kann einmal in Auftrag gegebene Wünsche nicht mehr abbrechen, woraufhin auf dem Wunsch nach Weltherrschaft alle anderen Menschen verschwinden. Zudem interpretierte Ikaros in seine Worte hinein, das sie ihm fernbleiben sollte und droht damit, sich selbst zu erschießen. Davon kann er sie glücklicherweise abhalten, als er sich wünscht, dass alles nur ein Traum gewesen sei. So erhält er eine weitere Chance, diesmal verantwortungsbewusst mit ihren Fähigkeiten, bzw. denen der Synapse, wie sie das Schwarze Loch nennt, umzugehen.
Im weiteren Verlauf muss Sohara entsetzt feststellen, dass Tomoki mit Ikaros eine neue Mitbewohnerin besitzt, worüber sie zunächst überhaupt nicht erfreut ist. Als Ikaros Tomoki zur Schule begleitet, erregt sie ihm zu viel Aufregung, sodass er sie nach Hause schickt, nachdem er die Feststellung machte, dass die Kette, die ihn und Ikaros verbindet, auch einfach von ihr entfernen lassen kann. Ikaros hinterlässt ihm aber eine ihrer „magischen“ Karten, die ein noch älteres Modell sei, um ihrer Rolle als Beschützerin von Tomoki dennoch gerecht zu werden. Als sich Sohara in der Schule noch immer unzufrieden zeigt und eingeschnappt von ihm weggeht, fällt sie über ihre eigenen Beine und entblößt ihre Unterhose, die einen Hund als Motiv zeigt. Der innere Wunsch von Tomoki bringt die Karte dazu seinen unausgesprochenen Wunsch zu erfüllen, worauf sich ihre Unterhose wie ein Vogel verhält und davonfliegt. In Eishirōs Clubraum nach Hilfe suchend, probiert sie es verschiedene andere Unterhosen anzuziehen, die sich jedoch auch alle verselbständigen und davonfliegen. Schon in dem Glauben, dass sie nie wieder eine Unterhose tragen könne, was für sie eine entsetzliche Vorstellung ist, kommt ihr Ikaros zur Hilfe. So kommen sie auf die Idee, dass sie womöglich nur eine Unterhose finden müssten, die Tomoki unbewusst gefällt. Dabei nimmt Ikaros den Wunsch nach mehr Unterhosen wieder einmal zu wörtlich und verwandelt alle Unterhosen im Umkreis von mehreren hundert Metern in „fliegende Unterhosen“, die letztlich auf Tomoki herniederregnen. Letztlich probieren sie im Haus von Tomoki alle möglichen Unterhosen durch, bis die allerletzte, die der ersten sehr stark ähnelt, aber das Motiv eines Bären zeigt, sich nicht widerstrebt und den Effekt der Karte aufhebt. So klärt sich zum Schluss auch die Ursache für diesen Wunsch auf, der in der Vergangenheit des schon als Kind von perversen Gedanken durchtriebenen Tomoki liegt. So betrachtete er schon als Kind die Unterwäsche von Sohara, die ebendieses Motiv zeigte. Tomoki sieht zum Schluss alle Unterhosen davonfliegen, und auf der ganzen Welt wird über die "Unterhosenmeteorschauer" berichtet.

## Charaktere
Tomoki Sakurai (桜井 智樹, Sakurai Tomoki)
Er ist ein durchschnittlicher, aber auch überaus bequemer Schüler, der eigentlich nur sein friedliches Leben genießen will. Er besitzt aber auch den Hang zu perversen Gedanken und setzt diese in die Tat um, falls sich für ihn die Möglichkeit ergibt. Im Anime wird er überwiegend im Chibi-Stil dargestellt, was sein kindliches Verhalten hervorhebt. Dabei verfolgt ihn seit seiner Kindheit ein Albtraum von einem Engel, der ihn verlässt.
Ikaros (イカロス, Ikarosu)
Sie ist ein Angeloid (eine Mischung aus Engel und Android) und entstammt der Synapse. Dabei besitzt sie ein durchaus menschliches Aussehen, besitzt jedoch Flügel und teilweise an den Ohren sichtbare mechanische Teile. In ihrer Vergangenheit wurde sie als Uranus Queen bezeichnet und diente bedingungslos ihren Anführern aus der Synapse. So terrorisierte sie wiederholt zur Belustigung der Führung die antike Menschheit und zerstörte z. B. den Turmbau zu Babel. Als so genannter Battle-Class Angeloid der Klasse Alpha verfügt sie über verschiedene Waffen. Ein Artemis genanntes System verschießt eine Reihe von zielsuchenden Geschossen, die von ihren Flügeln ausgehen. Zur Verteidigung besitzt sie ein als Aegis bezeichnetes Schild, was so gut wie jede Waffe neutralisieren kann. Ihr Hauptangriffswaffe ist jedoch ein als Apollon bezeichneter Bogen, der energiegeladene Pfeile verschießt und in der Lage sein soll, ganze Staaten mit einem Schuss zu vernichten. Dies macht sie zugleich zur stärksten Waffe der Synapse. Durch mehrere Blockaden wie z. B. der Gefühlsblockade, die Minos installiert hatte, verlor sie ihre alte Persönlichkeit und deaktivierte sowohl ihre Erinnerungen, als auch ihre Fähigkeit, Emotionen zu zeigen. Seitdem gibt sie sich als Pet-Class Angeoid, Type Alpha zu erkennen und akzeptiert Tomoki als ihren Meister, was durch eine Kette an ihrem Hals symbolisiert wird. So verhält sie sich zunächst überaus passiv, hat Probleme, sich in der menschlichen Welt zurechtzufinden, was sich teils in gar kindischem Verhalten äußert. Ist Tomoki jedoch in Gefahr, erwacht ein Teil ihres alten Ichs und kann überaus aggressiv sein. In späteren Kapiteln erlangt Ikaros ihre Fähigkeiten zurück und verliebt sich in Tomoki, obgleich sie sich für ihre Vergangenheit hasst, bzw. nicht weiß wie sie diese Tomoki erklären soll.
Sohara Mitsuki (見月 そはら, Mitsuki Sohara)
Sie ist die Kindheitsfreundin von Tomoki und sorgt sich sehr um ihn, auch wenn sie dabei immer wieder Schläge austeilt und ihn zur Ordnung ruft. Sie ist ebenfalls eine großbusige Schönheit, die sich im Gegensatz zu Ikaros sehr zurückhält, aber immer wieder das Opfer von Tomokis Fantasien wird. Dabei befindet sie sich im Zwiespalt mit ihren Gefühlen. Denn obwohl sie davon träumt, Tomoki als Mann zu gewinnen und auch diesbezüglich diverse sexuelle Phantasien besitzt, ist sie extrem leicht von Tomoki zu verärgern, wenn dieser wieder einmal seinen Lieblingsbeschäftigungen nachgeht. Ihr Zorn wird dabei wiederholt durch eine sie umgebene Aura zum Ausdruck gebracht, worauf sie Tomoki immer wieder schwer zurichtet.
Eishirō Sugata (守形 英四郎, Sugata Eishirō)
Er wird als durchgeknallter und sonderbarer, aber auch genialer Schüler beschrieben, der die Synapse schon seit längerer Zeit zu analysieren versucht. Er konstruiert Flugmaschinen, welche innerhalb der Kapitel immer weiter von ihm ausgebaut werden. Sein Traum ist es, einmal selbst fliegen zu können, was ihm jedoch meist misslingt. Trotz seiner ernsthaften, gepflegten Erscheinung ist er sehr arm, was später damit erklärt wurde, dass seine Eltern ihn verstoßen haben, und wohnt in einem Zelt am Fluss, jenseits des Dorfes. Er ist die einzige Hauptfigur, die durchwegs ernsthaft bleibt und die aktuelle Lage meist durchschauen kann.
Mikako Satsukitane (五月田根 美香子, Satsukitane Mikako)
Sie ist im Schülerrat und scheint gegen alles versichert zu sein. Dabei scheint sie es gar nicht erwarten zu können, bis Eishirō sich bei einer seiner verrückten Ideen selbst umbringt. Ihre Familie ist ein berühmter Mafia-Clan, und auch sie selbst ist gut im Kampf ausgebildet. Sie ist eine alte Kindheitsfreundin von Eishirō. Sie bringt Tomoki und Sohara durch ihre unverblümte Art immer wieder in Verlegenheit, wobei sie durchgehend fies und hinterhältig wirkt, was sich insbesondere zu ihrer Beziehung zu Eishirō äußert, der ebenfalls Teil des Clans geworden ist.
Nymph (ニンフ, Ninfu)
Sie ist ebenfalls ein Angeloid und besitzt die Erscheinung eines dünnen Mädchens, dem einfach keine Brüste wachsen wollen. Sie wurde von der Synapse ausgeschickt, um Tomoki zu töten und Ikaros zurückzuholen. Dabei ist sie der im Gegensatz zu ihr nahezu emotionslosen Ikaros, die sie abwertend mit Alpha anspricht, zunächst weit überlegen, da sie es versteht, in die Systeme anderer Engel einzudringen. Schließlich ist sie ein Electronic Warfare Angeloid, Type Beta (電子戦用エンジェロイドタイプβ). Dies schlägt jedoch fehl und Nymph muss sich damit abfinden, auf eine günstige Gelegenheit zu warten. Dabei entdeckt sie jedoch die Freuden des Lebens und bringt es nicht fertig, ihren Auftrag zu erfüllen, selbst als sie von ihrem Herrn aus der Synapse dafür gepeinigt wird. Kurz vor ihrem vermeintlichen Tod, der im Falle des Nichterfüllens ihrer Mission eintreten sollte, gelingt es ihren neu gewonnenen Freunden die Kette, die sie mit ihrem Meister verbindet, zu durchtrennen. Seitdem ist sie frei und muss sich mit einem völlig neuen Kapitel in ihrem Leben arrangieren, da sie nun auf sich allein gestellt ist. Sie ist ebenfalls in Tomoki verliebt und wünscht sich ihn als Meister.
Astraea (アストレア, Asutorea)
Nachdem Nymph ihrem Herren abtrünnig geworden ist, wurde Astraea (benannt nach Astraea aus der griechischen Mythologie) der Auftrag erteilt Tomoki zu töten. Sie ist ein Close Combat Angeloid, Type Delta (地戦闘用エンジェロイドタイプΔ) und eine der letzten ihrer Art. Sie ist das Gegenstück zu Ikaros und Nymph, da sie im Gegensatz zu Ikaros starke Emotionen empfindet und im Vergleich zu Nymph wesentlich kampfstärker ist. Jedoch hat sie eine entscheidende Schwäche. Sie besitzt nur eine sehr begrenzte Intelligenz und kommt daher zu völlig absurden Gedankengängen, wobei sie mit Tomoki oftmals zur gleichen absurden Lösung findet.

## Entstehung und Veröffentlichungen
Die Manga-Reihe Sora no Otoshimono wurde vom japanischen Künstler Sū Minazuki geschrieben und illustriert. Sie erschien von Mai 2007 bis Januar 2014 im Magazin Shōnen Ace, das von Kadokawa Shoten herausgegeben wird. Die einzelnen Kapitel wurden zu 20 Tankōbon-Ausgaben zusammengefasst, von denen das erste Exemplar am 26. September 2007 veröffentlicht wurde. Der Abschlussband erschien im März 2014.
- Bd. 1: ISBN 978-4-04-713973-2, 26. September 2007
- Bd. 2: ISBN 978-4-04-715013-3, 26. Dezember 2007
- Bd. 3: ISBN 978-4-04-715079-9, 26. Juli 2008
- Bd. 4: ISBN 978-4-04-715164-2, 26. Januar 2009
- Bd. 5: ISBN 978-4-04-715228-1, 25. April 2009
- Bd. 6: ISBN 978-4-04-715292-2, 26. September 2009
- Bd. 7: ISBN 978-4-04-715301-1, 26. Oktober 2009
- Bd. 8: ISBN 978-4-04-715399-8, 26. März 2010
- Bd. 9: ISBN 978-4-04-715520-6, 25. September 2010
- Bd. 10: ISBN 978-4-04-715545-9, 26. Oktober 2010
- Bd. 11: ISBN 978-4-04-715603-6, 16. Januar 2011
- Bd. 12: ISBN 978-4-04-715711-8, 4. Juni 2011
- Bd. 13: ISBN 978-4-04-120008-7, 26. November 2011
- Bd. 14: ISBN 978-4-04-120163-3, 26. März 2012
- Bd. 15: ISBN 978-4-04-120322-4, 26. Juli 2012
- Bd. 16: ISBN 978-4-04-120442-9, 24. Oktober 2012
- Bd. 17: ISBN 978-4-04-120666-9, 26. April 2013
- Bd. 18: ISBN 978-4-04-120821-2, 26. Oktober 2013
- Bd. 19: ISBN 978-4-04-120976-9, 22. Februar 2014
- Bd. 20: ISBN 978-4-04-121046-8, 20. März 2014

Neben der Veröffentlichung in Japan wird der Manga ebenfalls in Taiwan – hier durch Kadokawa Media (Taiwan) – veröffentlicht.
Zwischen August 2013 und Mai 2017 wurde die Serie in Deutschland unter dem Titel Angeloid bei Panini Manga komplett veröffentlicht.

## Artbook
Am 1. Januar 2010 wurde zusätzlich das Artbook Sora no Otoshimono: Minna daisuki♥ OPPAI☆Set (そらのおとしもの みんな大好き♥ OPPAI☆セット, ISBN 978-4-04-900797-8) veröffentlicht, welches auf 32 Seiten farbige Illustrationen der Figuren enthielt.

## Anime

### Fernsehserie
Das Animationsstudio AIC A.S.T.A. adaptierte den Manga im Jahr 2009 als Anime-Fernsehserie. Regie der Serie führte Hisashi Saito. Die Serie wurde vom 5. Oktober bis 28. Dezember 2009 um Mitternacht (und damit am vorigen Fernsehtag) auf dem Chiba TV übertragen und mit anderthalben Stunden Versatz auf TV Saitama. Mit ein paar Tagen Verzögerung wurde die Serie ebenfalls auf den Sendern KBS Kyōto, Sun TV, Tokyo MX, TV Aichi, TV Kanagawa und TVQ Kyushu Broadcasting ausgestrahlt. Neben der Veröffentlichung im japanischen Fernsehen wurde die Serie zur gleichen Zeit auch auf Crunchyroll als Videostream mit englischen Untertitel angeboten.
Am 2. Oktober 2010 kurz nach Mitternacht folgte die Fortsetzung Sora no Otoshimono: Forte (そらのおとしものf, Sora no Otoshimono: Forute) auf TV Saitama, sowie mit einigem Versatz auf Chiba TV, Sun TV, KBS Kyōto, Tokyo MX, TV Kanagawa, TVQ Kyushu und TV Aichi. Am 25. Juni 2011 wurde der Film Sora no Otoshimono: Tokei jikake no angeloid in Japan ausgestrahlt.

### Kinofilm
Am 25. Juni 2011 lief in den japanischen Kinos der 100-minütige Film Gekijōban Sora no Otoshimono: Tokei Jikake no Angeloid (劇場版 そらのおとしもの 時計じかけの哀女神, ~ Enjeroido) an. Der Stab blieb im Wesentlichen zur Fernsehserie gleich, bis auf dass Tetsuya Yanagisawa als Koregisseur hinzukam. In der ersten Hälfte des Films werden Geschehnisse aus der Serie neu erzählt, zum Teil unverändert oder abgewandelt aus Hiyori Kazanes Perspektive – einer stillen, zurückhaltenden Schülerin, die ihre Stadt und Feldarbeit liebt und langsam Gefühle für Tomoki Sakurai entwickelt. Ab ihrem Eintritt in den „New World Discovery Club“ beginnt ein neuer Handlungsabschnitt, der den Hiyori-Handlungsbogen des Mangas umsetzt und bei dem es um das Schicksal des Mädchens und das Geheimnis hinter ihrer Existenz geht.
Am 26. April 2014 kam der zweite und bisher letzte Film Sora no Otoshimono Final: Eternal My Master heraus. Dieser beginnt relativ offen, es wird gezeigt, wie Ikaros mit Tomoki zur Synapse fliegt, da sich die Erde scheinbar auflöst. Dann folgt eine Rückblende, um einige Ereignisse zu erklären, danach wird wieder zur Anfangsszene gewechselt. Der Film endet mit einem Cliffhanger, am Anfang des letzten Kapitels des Mangas.

### Synchronisation
Die Rolle von Tomoki wurde von zwei Seiyū gesprochen, da Tomoki sich zwischenzeitlich in den weiblichen Charakter Tomoko verwandelt.
| Rolle                 | japanische Sprecher (Seiyū) | deutsche Sprecher            |
| --------------------- | --------------------------- | ---------------------------- |
| Tomoki/Tomoko Sakurai | Sōichirō Hoshi/Saki Fujita  | Marco Rosenberg              |
| Ikaros                | Saori Hayami                | Lisa Dzyadyk                 |
| Sohara Mitsuki        | Mina                        | Nina Benz                    |
| Mikako Satsukitane    | Ayahi Takagaki              | Angelina Markiefka           |
| Nymph                 | Iori Nomizu                 | Eleni Möller-Architektonidou |
| Eishirō Sugata        | Tatsuhisa Suzuki            | Vincent Fallow               |

### Musik
Der Vorspann wurde mit dem Titel Ring My Bell von blue drops, eine Gruppierung bestehend aus Hitomi Yoshida und Saori Hayami, unterlegt. Eine Besonderheit des Animes ist es, dass jede Folge ihren eigenen Abspann besitzt. Dabei handelte es sich hauptsächlich um Coverversionen von Titeln aus den 80er und 90er Jahren, die von den Sprechern der Serie interpretiert wurden. In der folgenden Übersicht sind die Titel entsprechend der Episoden aufgelistet.
| Nr. | Titel                                                 | Interpreten | Original von           |
| --- | ----------------------------------------------------- | --- | ---------------------- |
| 01  | Soba ni Irareru Dake de (そばにいられるだけで)        | Text: Seiji Miura Komposition: Takuto Kōjitani Arrangement: Hiromi Suitani Gesang: blue drops                                    | –                      |
| 02  | Misaki Meguri (岬めぐり)                              | Text: Michio Yamagami Komposition: Kōtaro Yamamoto Gesang: Mina                                                                  | Kōtaro Yamamoto (1975) |
| 03  | Taiyou ga Kureta Kisetsu (太陽がくれた季節)           | Text: Keisuke Yamakawa Komposition: Taku Izumi Gesang: Saori Hayami, Mina, Ayahi Takagaki, Sōichirō Hoshi, Tatsuhisa Suzuki      | Aoi Sankakujōgi (1972) |
| 04  | Senshi no Kyūsoku (戦士の休息)                        | Text: Keisuke Yamakawa Komposition: Yūji Ōno Gesang: Sōichirō Hoshi                                                              | Yoshito Machida (1973) |
| 05  | Yuke! Yuke! Kawaguchi Hiroshi (ゆけ!ゆけ!川口浩)      | Text: Tatsuo Kamon, Ichirō Aoki Komposition: Tatsuo Kamon Gesang: Tatsuo Kamon                                                   | Tatsuo Kamon (1984)    |
| 06  | Natsu-iro no Nancy (夏色のナンシー)                   | Text: Yoshiko Miura Komposition: Kyōhei Tsutsumi Gesang: Iori Nomizu                                                             | Yū Hayami (1983)       |
| 07  | Furimuku na Kimi wa Utsukushii (ふり向くな君は美しい) | Text: Yū Aku Komposition: Takashi Miki Gesang: Saori Hayami, Mina, Ayahi Takagaki, Sōichirō Hoshi, Tatsuhisa Suzuki, Iori Nomizu | The Birds (1976)       |
| 08  | Wild Seven (ワイルドセブン)                           | Text: Yū Aku Komposition: Kōichi Morita Gesang: Sōichirō Hoshi, Tatsuhisa Suzuki                                                 | Nonstop (1973)         |
| 09  | Hatsukoi (初恋)                                       | Text: Kōzō Murashita Komposition: Kōzō Murashita Gesang: Sōichirō Hoshi, Saori Hayami                                            | Kōzō Murashita (1983)  |
| 10  | Bokura no Diary (僕等のダイアリー)                    | Text: Etsuko Kisugi Komponist: Takao Kisugi Gesang: Ayahi Takagaki, Tatsuhisa Suzuki                                             | H2O (1979)             |
| 11  | Champion (チャンピオン)                               | Text: Shinji Tanimura Komposition: Shinji Tanimura Gesang: Sōichirō Hoshi, Saki Fujita                                           | Alice (1978)           |
| 12  | Akai Hana Shiroi Hana (赤い花 白い花)                 | Text: Sae Nakahayashi Komposition: Sae Nakahayashi Gesang: Saori Hayami                                                          | Akaitori (1970)        |